# エーリヒ・ヒュッケル
エーリヒ・アルマント・アルトゥール・ヨーゼフ・ヒュッケル（Erich Armand Arthur Joseph Hückel、1896年8月9日 - 1980年2月16日）は、ドイツの化学者、物理化学者である。
ベルリンに生れて、ゲッティンゲン大学で物理学と数学を学んだ。チューリッヒのEidgenossische Technische Hochschuleで、ピーター・デバイの助手になった。1931年にはヒュッケル則を発表した。1937年からマールブルク大学の教授になった。
1923年にデバイと電解液の統計理論で取り扱って、活量係数を求めるデバイ-ヒュッケルの式を発表した。1930年代に発表した分子軌道法の理論であるヒュッケル法でもしられる。